# Resolutie 1522 Veiligheidsraad Verenigde Naties
Resolutie 1522 van de Veiligheidsraad van de Verenigde Naties werd unaniem door de VN-Veiligheidsraad aangenomen op 15 januari 2004 en was de eerste resolutie van dat jaar. De resolutie stelde dat de eerder opgelegde eis om Kisangani te demilitariseren niet zou gelden voor het pas opgerichte Congolese eenheidsleger.

## Achtergrond
In 1994 braken in de Democratische Republiek Congo etnische onlusten uit die onder meer werden veroorzaakt door de vluchtelingenstroom uit de buurlanden Rwanda en Burundi.
In 1997 beëindigden rebellen de lange dictatuur van Mobutu en werd Kabila de nieuwe president.
In 1998 escaleerde de burgeroorlog toen andere rebellen Kabila probeerden te verjagen. Zij zagen zich gesteund door Rwanda en Oeganda. Toen hij in 2001 omkwam bij een mislukte staatsgreep werd hij opgevolgd door zijn zoon. Onder buitenlandse druk werd afgesproken verkiezingen te houden die plaatsvonden in 2006 en gewonnen werden door Kabila. Intussen zijn nog steeds rebellen actief in het oosten van Congo en blijft de situatie er gespannen.

## Inhoud

### Waarnemingen
Het vredesproces in de Democratische Republiek Congo maakte vooruitgang. Sleutelelementen van het overgangsproces waren het ontwapenen, demobiliseren en re-integreren van Congolese ex-strijders, het hervormen van de betrokken legers en de oprichting van een geïntegreerde nationale politie. De Raad bevestigde nogmaals dat de algehele verantwoordelijkheid lag bij de regering van nationale eenheid en overgang, verwelkomde de instelling van een geïntegreerd oppercommando en riep op tot effectieve samenwerking binnen alle niveaus van de Congolese gewapende strijdkrachten.

### Handelingen
In Kisangani was een eerste eenheidsbrigade opgericht als eerste stap in de vorming van een Congolees eenheidsleger. De Veiligheidsraad besliste dat zijn eis om Kisangani te demilitariseren, die hij met resolutie 1304 in 2000 had gesteld, niet zou gelden voor dat eenheidsleger. De Veiligheidsraad drong er bij de Congolese regering van eenheid en overgang op aan om de gewapende krachten in de Democratische Republiek Congo opnieuw van structuur te voorzien en te integreren inclusief het opzetten van een Nationale Veiligheidsraad en het uitwerken van een nationaal plan en bijbehorende wetgeving. De internationale gemeenschap werd ten slotte opgeroepen om de vorming daarvan te blijven steunen, conform resolutie 1493.

## Verwante resoluties
- Resolutie 1499 Veiligheidsraad Verenigde Naties (2003)
- Resolutie 1501 Veiligheidsraad Verenigde Naties (2003)
- Resolutie 1533 Veiligheidsraad Verenigde Naties
- Resolutie 1552 Veiligheidsraad Verenigde Naties

Lijst ·  1522 ·  1523 ·  1524 ·  1525 ·  1526 ·  1527 ·  1528 ·  1529 ·  1530 ·  1531 ·  1532 ·  1533 ·  1534 ·  1535 ·  1536 ·  1537 ·  1538 ·  1539 ·  1540 ·  1541 ·  1542 ·  1543 ·  1544 ·  1545 ·  1546 ·  1547 ·  1548 ·  1549 ·  1550 ·  1551 ·  1552 ·  1553 ·  1554 ·  1555 ·  1556 ·  1557 ·  1558 ·  1559 ·  1560 ·  1561 ·  1562 ·  1563 ·  1564 ·  1565 ·  1566 ·  1567 ·  1568 ·  1569 ·  1570 ·  1571 ·  1572 ·  1573 ·  1574 ·  1575 ·  1576 ·  1577 ·  1578 ·  1579 ·  1580